# Видимые космические лучи
Видимые космические лучи — феномен зрительной системы, разновидность фосфена. Его наблюдали космонавты на орбите, в том числе и команда Аполлона-10. Описывались длинные цветные лучи, иногда мелькания и т. п.
В 1952 году профессор Корнелиус А. Тобиас предсказал, что космическая радиация может вызывать необычные световые ощущения при взаимодействии со зрительной системой. Первые сообщения о видимых космический лучей поступили от астронавта Эдвина (Базза) Олдрина во время миссии "Аполлон-11" в 1969 году. Частота наблюдения вспышек составляет в среднем одно событие каждые 3 минуты для астронавтов "Аполлона" и от одной вспышки в минуту до одной каждые 7-20 минут на низкой околоземной орбите. Явление объясняется взаимодействием высокоэнергетических тяжелых ионов с сетчаткой глаза или зрительными центрами мозга после проникновения через стенки космического корабля. 

## Возможные причины
Исследователи полагают, что вспышки света, воспринимаемые астронавтами в космосе, обусловлены космическими лучами (высокоэнергетическими заряженными частицами из-за пределов земной атмосферы), хотя точный механизм неизвестен. Гипотезы включают черенковское излучение, возникающее при прохождении частиц космических лучей через стекловидное тело глаз космонавтов, прямое взаимодействие со зрительным нервом прямое взаимодействие со зрительными центрами в мозге, сетчаткой, стимуляцию рецепторов и более общее взаимодействие сетчатки с излучением.
Ученые определили, что вспышки вызываются воздействием заряженных частиц космических лучей на сетчатку глаза. Эксперименты на ускорителях частиц с пучками нейтронов (22 МэВ и 660 МэВ), альфа-частиц и ионов азота подтвердили, что эффект возникает при прохождении интенсивно ионизирующих частиц через центральные отделы сетчатки.
Вероятность вызова световой вспышки тяжелым ионом оценивается примерно в 1%, а для протонов - ниже 0,001% на низкой околоземной орбите.